# 茹伊苏泰勒
茹伊苏泰勒（法語：Jouy-sous-Thelle，法語發音：[ʒwi su tɛl]，意为“泰勒下方的茹伊”）是法国瓦兹省的一个市镇，属于博韦区。

## 地理
茹伊苏泰勒（49°19'2"N, 1°58'12"E）面积12.78 平方千米，位于法国上法蘭西大區瓦兹省，该省份为法国北部内陆省份，北起索姆省，西接厄尔省和滨海塞纳省，南至塞纳-马恩省和瓦兹河谷省，东临埃纳省。
与茹伊苏泰勒接壤的市镇（或旧市镇、城区）包括：博蒙莱诺南、拉乌苏瓦、勒梅尼勒泰里比、波尔舍、韦克桑地区拉科尔讷、莱欧塔利康、蒙舍夫勒伊。

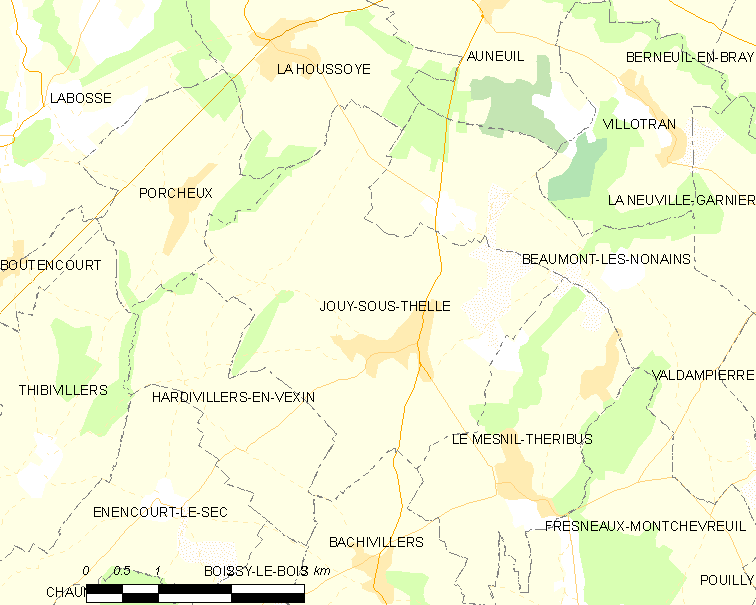
茹伊苏泰勒的OSM定位图

茹伊苏泰勒的时区为UTC+01:00、UTC+02:00（夏令时）。

## 行政
茹伊苏泰勒的邮政编码为60240，INSEE市镇编码为60327。

## 政治
茹伊苏泰勒所属的省级选区为韦克桑地区肖蒙县。

## 人口

1962-2008年间茹伊苏泰勒人口变化图示

茹伊苏泰勒于2022年1月1日时的人口数量为1067人。